# Cimetière national de Cold Harbor
Le cimetière national de Cold Harbor est un cimetière national des États-Unis à Mechanicsville, dans le comté de Hanover, en Virginie. Il s'étend sur 1,4 acres (0,6 ha), et à la fin de 2005, contenait 2 110 inhumations. Administré par le département des États-Unis des affaires des anciens combattants, il est géré par le cimetière national d'Hampton.

## Histoire
Le cimetière national de Cold Harbor est créé en 1866 sur le site de la bataille de Cold Harbor, un engagement de la guerre de Sécession. Les inhumations sont recueillies à partir d'une région de 22 mille (35,405568 km), prélevées sur les sites des champs de bataille et de l'hôpital de Cold Harbor, Mechanicsville (Beaver Dam Creek), Gaines's Mill, et Savage's Station. Le terrain est affecté en avril 1865 au cours de la première des opérations d'après-guerre de la recherche et de ré-inhumation menées sur les champs de bataille locaux, mais n'est pas entièrement acheté jusqu'à ce que le cimetière soit officiellement créé l'année suivante. Une autre recherche de corps enterrés ou sans sépulture a eu lieu en 1867 et trouve plus de 1 000 squelettes complets ou partiels qui ont été oubliés à l'année précédente. En raison des limitations de l'espace à Cold Harbor, ces restes, dont seulement une poignée ont été identifiés, sont inhumés dans le cimetière national de Richmond plus grand.
Dans le livre de Magnolia Journey: A Union Veteran Revisits the Former Confederate States, Russell H. Conway déclare que, en 1870, la demeure de soldats de l'Union sont encore retrouvés dans le champ de bataille par des habitants locaux frappés par la pauvreté à la recherche de balles Miniés pour les vendre comme de la ferraille de plomb dans les environs de Richmond, en Virginie. Bien que signalés au surintendant du cimetière Augustus Barry, qui est mortellement malade à l'époque, il ne semble pas qu'une autre opération de recherche et de ré-inhumation ait été effectuée. Conway craint que de nombreux corps de soldats puissent finir dans les usines d'engrais de Richmond mélangés avec les os des chevaux d'artillerie morts. Les restes des soldats à Cold Harbor sont occasionnellement découverts par les agriculteurs et les équipes de construction au cours du XXIe siècle.
Une salle pour l'inhumation d'anciens combattants américains des périodes plus récentes est construite lorsque la conception d'origine du cimetière est modifiée par suppression de plusieurs sentiers et chemins qui se croisent dans le cimetière. Le cimetière est maintenant fermé à de nouvelles inhumations.

## Notoriété
Le cimetière national de Cold Harbor est inscrit sur le Registre national des lieux historiques en 1995.

## Monuments notables
- Un monument aux inconnus, un sarcophage de marbre de 5 pieds (1,5 m) de haut est érigé par le gouvernement fédéral, en 1877, pour commémorer les 889 soldats de l'Union inconnus enterrés dans deux rangées de tombes à l'arrière du cimetière.
- Le monument de  Pennsylvanie, une flèche de granit de 30 pieds (9,1 m) de haut avec une statue d'un soldat au sommet, est érigé en 1909 par le commonwealth de Pennsylvanie, et dédié à ses régiments perdus à Cold Harbor.
- Le monument du 8th New York Heavy Artillery, un bloc de granit, avec une plaque de bronze portant le nom de ceux du détachement qui sont morts à Cold Harbor, est construit en 1909 par l'État de New York.

## Inhumations notables
- Le sergent major Augustus Barry, récipiendaire de la médaille d'honneur pour son action lors de la guerre de Sécession[1]. Le sergent major Barry est également le premier directeur du cimetière national de Cold Harbor.